# Јазбина (Чрна на Корошкем)
Јазбина (словен. Jazbina) је насељено место у општини Чрна на Корошкем, Корушка регија, Словенија.

## Историја
До територијалне реорганизације у Словенији била је у саставу старе општине Равне на Корошкем.

## Становништво
У попису становништва из 2011. године, Јазбина је имала 51 становника.
| Број становника према пописима | Број становника према пописима | Број становника према пописима |
| ------------------------------ | ------------------------------ | ------------------------------ |
| 1991                           | 2002                           | 2011                           |
| 48                             | 49                             | 51                             |

## Галерија
- планинарски дом
- унутрашњост цркве